# Sigismondo Guidotti
Sigismondo Guidotti, Ordensname: Sigismund von Ferrara (* 6. oder 7. April 1681 in Ferrara; † 19. oder 29. November 1753 in Rom) war ein italienischer römisch-katholischer Priester, Definitor, Guardian, Kapuziner und von 1747 bis zu seinem Tod im November 1753 Generalminister der Kapuziner.

## Biographie
Sigismondo wurde am 6. oder 7. April 1681 als Sohn von Giovanni und Pellegrina Rivani in Ferrara geboren. Am 21. Mai 1699 trat er mit 18 Jahren in Cesena in den Orden der Kapuziner ein. Genau nach einem Jahr legte er das Ordensgelübde ab. In der Provinz Bologna, ungewiss in welchem Jahr, wurde er zum Pfarrer bestellt. Zwischen 1715 und 1721 war er Dozent in Ferrara, 1721 und 1724 Provinz-Definitor. Von 1725 bis 1728 und 1740 als Provinzialminister und 1730 als Guardian, stand er der Ordensprovinz vor. Im Jahr 1740 wurde er General-Prokurator der Kapuziner, zudem Berater der Generalministers und erneut Definitor.
1743 erweiterte er eine 50-seitige, im zweiten Viertel des 18. Jahrhunderts geschriebene Handschrift Missioni e Missionari, Missões e Missionários, die eine Liste von Missionaren aus dem Kapuzinerorden im 18. Jahrhundert mit jeweils kurzen Informationen zu den einzelnen Personen enthält, um weitere 61 Seiten. Sie wurde 1761 zu einem dreiteiligen, 166-seitigem Werk vervollständigt und ist im Generalarchiv der Kapuziner in Rom erhalten.
Am 20. Mai 1747 wurde er Generalminister des Kapuzinerordens, nachdem ihn 111 von 169 Stimmberechtigten („Vokalen“) auf dem Generalkapitel gewählt hatten.
Während seines Generalats besuchte er die (Kapuziner-)Provinzen in Spanien, Frankreich, Deutschland und Österreich.
Spätestens 1747, in einem damaligen Kapuzinerkloster in München gab er die Übersetzung von Das Wundervolle Leben des gottseeligen Diener Gottes F. Hieronymi von Corlione, Capuciner-Leyen aus der Provinz Palermo aus dem Italienischen ins Deutsche in Auftrag. Pater Emmerich Däger erfüllte diese Aufgabe innerhalb von etwas mehr als sechs Wochen.
In Spanien wurde er als Grande erster Klasse geehrt. Am 19. Dezember 1748 wurde er feierlich in Madrid empfangen und nach einigen Tagen gewährte ihm König Ferdinand VI. eine Privataudienz, die nach der Ankunft des Herzogs von Medinaceli, am 25. Februar 1749 durchgeführt wurde.
Papst Clemens XIV. schrieb ihm am 7. August 1751 einen Brief, in dem er seine Dankbarkeit über Sigismundos „Klosterreien“ kundtat und Sigismundos Garten vor dem Kloster St. Concezione auf dem Monte Pincio, als einen seiner „Lieblingsspaziergänge“ bezeichnete, an dem die eingeatmete Luft, wie ihm scheint, „vom Verderbnis der Welt ... rein geblieben ist“. Den Orden der Kapuziner hebt er hervor, sie hätten alle Gattungen des Guten geübt, Böses könne man ihnen nicht vorwerfen, ihnen gespendete Almosen seien „wahrhaftig“ verdient.
Sigismundo starb, je nach Quelle, am 19. oder 29. November 1753 als Generalminister der Kapuziner in Rom.

## Tagebuch
- Iter S. Visitationis Rmi P. Sigismundi a Ferraria Min. Generalis totius Ordinis – juxta diarium ab ipso conscriptum et in Generali Archivo Ordinis adservatum. (dt. Der Heilige Weg der Heimsuchung von Rmi P. Sigismund von Ferrara Min. General des gesamten Ordens – nach einem von ihm verfassten und im Generalarchiv des Ordens aufbewahrten Tagebuch). In: Analecta Ordinis Minorum Capuccinorum. Band 10. Rom 1894, S. 345–346 (lateinisch, Digitalisat in der Google-Buchsuche).